# Fernöstliche Navaga
Die Fernöstliche Navaga (Eleginus gracilis) ist eine Fischart aus der Familie der Dorsche, die im nördlichen Pazifik vom Gelben Meer im Westen über die Beringstraße und die Tschuktschensee bis zur Dease Strait im Nordosten und Sitka im Südosten vorkommt.

## Merkmale
Die Dorschart kann eine Maximallänge von 55 cm erreichen. Sie hat drei Rücken- und zwei Afterflossen, die jeweils durch weite Zwischenräume voneinander getrennt sind. Die erste Afterflosse ist länger als die zweite. Die dritte Rückenflosse und die zweite Afterflosse stehen einander symmetrisch gegenüber. Der vorstehende Unterkiefer trägt an der Spitze eine sehr kurze Bartel. Auf dem Rücken ist die Europäische Navaga dunkel graubraun bis braun; die Bauchseite ist hell.
Von der zweiten Art der Gattung Eleginus, der Europäischen Navaga (Eleginus nawaga), kann die Fernöstliche Navaga vor allem durch die kleinere Zahl von Kiemenrechen auf dem ersten Kiemenbogen unterschieden werden (14–25 vs. 19–31) und die kleineren und weiter hinten beginnenden Parapophysen (Fortsätze auf der Unterseite von Wirbeln).

## Lebensweise
Die Fernöstliche Navaga lebt in Küstennähe in Tiefen von maximal 60 Metern, lediglich an der Küste des nördlichen Japans wurden sie schon in Tiefen von 200 Metern gefangen. Sie schwimmt auch in Brack- und Süßwasser aber nur so weit wie die Gezeiten noch zu spüren sind. Die Fische laichen im  Januar und Februar in Tiefen von 2 bis 32 Metern. Die Größe des abgegebenen Laichs schwankt stark, abhängig von der Region und der Größe des Rogners und reicht von 4900 bis 680.000 Eiern. Die Larven schlüpfen von April bis Mai. Weibchen laichen ein Mal im Jahr und im Laufe ihres Lebens 5 bis 10 mal. Die Fernöstliche Navaga ernährt sich von kleineren Fischen, Flohkrebsen, Schwebegarnelen und anderen Krebstieren.